# Andrzej Gąsienica Roj
Andrzej Stanisław Gąsienica Roj (ur. 30 listopada 1930 w Zakopanem, zm. 15 lipca 1989 – narciarz alpejczyk, rajdowiec, trener, działacz narciarski, olimpijczyk z Oslo 1952 i Cortina d’Ampezzo 1956.

## Kariera sportowa
Karierę narciarską rozpoczynał w 1946 od biegów narciarskich i skoków. Później startował w konkurencjach alpejskich. W latach 50. XX wieku jeden z czołowych alpejczyków świata w zjeździe.
Na igrzyskach olimpijskich 1952 roku w Oslo zajął 22. miejsce w zjeździe, 28. w slalomie specjalnym i 41. w slalomie gigancie. Na kolejnych igrzyskach w 1956 w Cortinie d’Ampezzo zajął 15. miejsce w zjeździe oraz 23. slalomie specjalnym i 54. w slalomie gigancie.
Wielokrotny mistrz Polski w:
- zjeździe, w latach 1951, 1953, 1956, 1959 i 1961
- slalomie w roku 1953
- kombinacji alpejskiej w roku 1961

oraz wicemistrz: w zjeździe w roku 1960, slalomie specjalnym w latach 1951 i 1952, slalomie gigancie w latach 1954 i 1960 oraz kombinacji w latach 1951, 1959 i 1960.
Zdobył również tytuł mistrza Polski w motocrossie w roku 1958 w kategorii 500 cm³. Dwukrotnie zwyciężył na Rajdzie Tatrzańskim.
Reprezentował Polskę na mistrzostwach świata w 1954 zajmując 10. miejsce w zjeździe, 10. miejsce w kombinacji alpejskiej, 27. w slalomie gigancie i 34. w slalomie specjalnym. W mistrzostwach świata w 1958 wystartował tylko w kombinacji alpejskiej zajmując 20. miejsce.
Zdobywca siedmiu medali w Akademickich Mistrzostwach Świata:
- złotego w zjeździe i kombinacji w roku 1953
- srebrnego w zjeździe w latach 1951 i 1956, slalomie gigancie w 1951 oraz w slalomie specjalnym w 1956
- brązowego w kombinacji w roku 1951

Zwycięzca Memoriału B. Czecha i H. Marusarzówny w roku 1953 w zjeździe.
W 1956 roku uległ wypadkowi drogowemu – jadąc na motocyklu zaczepił nogą o oś nieoświetlonej stojącej na szosie furmanki. Miał nogę unieruchomioną w gipsie przez 7 miesięcy. W 1961 zakończył uprawianie sportu wyczynowego i poświęcił się pracy trenersko-szkoleniowej. W latach 1961–1971 był trenerem kadry narodowej. Od roku 1970 był członkiem komisji zjazdów FIS i delegatem technicznym.

## Życie prywatne
Syn Stanisława i Karoliny z domu Krzeptowskiej; Żona – Krystyna; syn Andrzej – fizykoterapeuta, tenisista.

## Osiągnięcia sportowe
- Olimpiada w 1952 w Oslo, zjazd, 22. miejsce
- Olimpiada w 1952 w Oslo, slalom specjalny, 29., a następnie 28. miejsce
- Olimpiada w 1952 w Oslo, slalom gigant, 54. miejsce
- Olimpiada w 1956 w Cortinie D’Ampezzo, zjazd, 15. miejsce
- Olimpiada w 1956 w Cortinie D’Ampezzo, slalom specjalny, 23. miejsce
- Olimpiada w 1956 w Cortinie D’Ampezzo, slalom gigant, 54. miejsce
- Mistrz Polski w zjeździe, 1951
- Mistrz Polski w zjeździe, 1953
- Mistrz Polski w slalomie, 1953
- Mistrz Polski w zjeździe, 1956
- Mistrz Polski w zjeździe, 1959
- Mistrz Polski w zjeździe, 1961
- Mistrz Polski w kombinacji alpejskiej, 1961
- Mistrzostwa świata w 1954 w Are, zjazd, 10. miejsce
- Mistrzostwa świata w 1954 w Are, slalom gigant, 27. miejsce
- Mistrzostwa świata w 1954 w Are, slalom, 34. miejsce
- Mistrzostwa świata w 1954 w Are, kombinacja alpejska, 10. miejsce
- Mistrzostwa świata w 1958 w Badgestein, kombinacja, 20. miejsce
- Akademickie Mistrzostwa Świata 1951 w Polanie, zjazd, 2. miejsce
- Akademickie Mistrzostwa Świata 1951 w Polanie, kombinacja, 3. miejsce
- Akademickie Mistrzostwa Świata 1953 w Semmeringu, zjazd, 1. miejsce
- Akademickie Mistrzostwa Świata 1953 w Semmeringu, slalom gigant, 2. miejsce
- Akademickie Mistrzostwa Świata 1953 w Semmeringu, kombinacja, 1. miejsce
- Akademickie Mistrzostwa Świata 1956 w Zakopanem, zjazd, 2. miejsce
- Akademickie Mistrzostwa Świata 1956 w Zakopanem, slalom, 2. miejsce
- Zwycięzca Memoriału B. Czecha i H. Marusarzówny w 1953, zjazd
- Mistrz Polski w motokrosie w kategorii do 500cm³ w 1958
- Główna nagroda zespołowa w Rajdzie Tatrzańskim w 1963

## Odznaczenia
- Odznaka „Zasłużony Mistrz Sportu”